# سروهای شنزار
سروهای شنزار (نام علمی: Actinostrobus) نام یک سرده از تیره سرویان است.